# Pleurtuit
Pleurtuit (bretonisch: Pleurestud) ist eine französische Gemeinde mit 7064 Einwohnern (Stand: 1. Januar 2022) im Département Ille-et-Vilaine in der Region Bretagne. Pleurtuit gehört zum Arrondissement Saint-Malo und zum Kanton Saint-Malo-2.
Die Einwohner werden Pleurtusiens(es) genannt.

## Geographie
Pleurtuit liegt am Fluss Frémur und an der Mündung der Rance an der Smaragdküste etwa acht Kilometer südwestlich von Saint-Malo.
Im Gemeindegebiet liegt der Flughafen Dinard-Pleurtuit-Saint-Malo.

### Nachbargemeinden
Umgeben ist Pleurtuit von den Nachbargemeinden Saint-Lunaire und Dinard im Norden, La Richardais im Nordosten, Le Minihic-sur-Rance und Langrolay-sur-Rance im Südosten, Plouër-sur-Rance und Pleslin-Trigavou im Süden, Tréméreuc im Südwesten, Beaussais-sur-Mer mit Ploubalay im Westen sowie Saint-Briac-sur-Mer im Nordwesten.

## Bevölkerungsentwicklung
| Jahr      | 1962 | 1968 | 1975 | 1982 | 1990 | 1999 | 2006 | 2011 |
| --------- | ---- | ---- | ---- | ---- | ---- | ---- | ---- | ---- |
| Einwohner | 3608 | 3776 | 3764 | 4165 | 4428 | 4547 | 5346 | 6114 |

## Gemeindepartnerschaften
Mit der deutschen Gemeinde Ransbach-Baumbach in Rheinland-Pfalz besteht seit 1985 eine Partnerschaft.

## Sehenswürdigkeiten

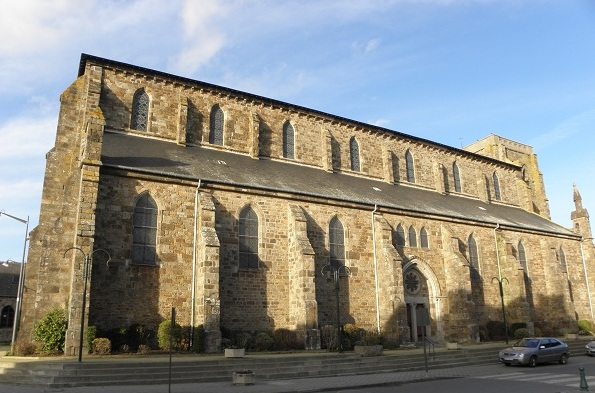
Kirche Saint-Pierre
- Kapelle Saint-Antoine
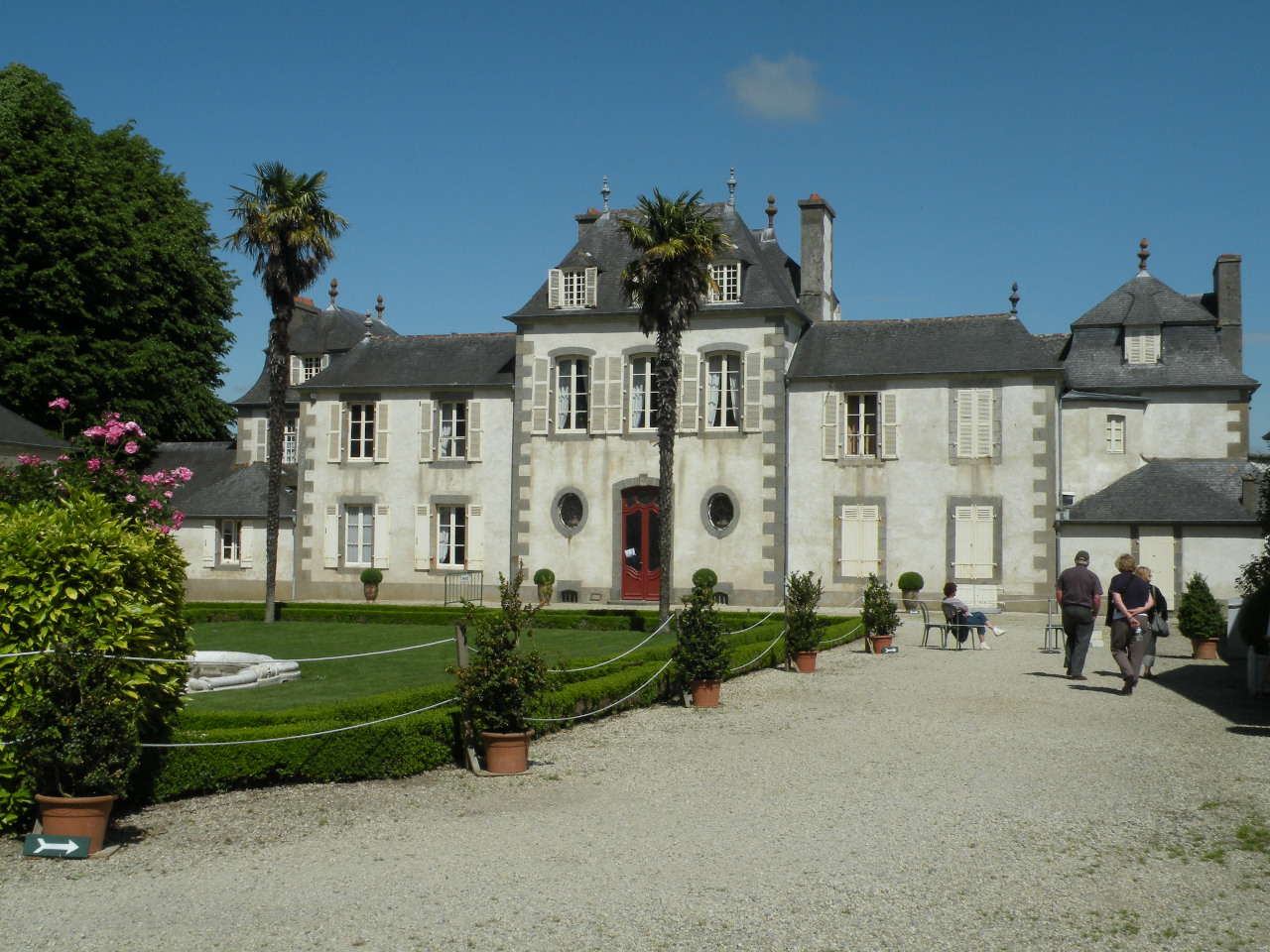
Schloss Montmarin, erbaut ab 1760 von Aaron Magon mit großem Park, seit 1966 Monument historique (Park seit 1995)
- Staustufe am Rance
- Moulin Neuf

- Kirche Saint-Pierre
- Schloss Montmarin